# Hirzai
Le Hirzai (حرزایی) est une race de chevaux de selle légers originaire du Pakistan. D'origine arabe, ce cheval rare est employé pour de rudes tâches de travail dans le Baloutchistan.

## Histoire
D'après le département de l'agriculture du Pakistan, les premiers individus de la race Hirzai seraient issus de l'accouplement d'une jument appartenant à Shol, chef de tribu Rind, et d'un étalon arabe appartenant à un officier européen qui accompagnait le contingent de Shah Shuja durant la première guerre anglo-afghane en 1839,. Quoi qu'il en soit, la race Hirzai découle de croisements entre des chevaux baloutches locaux, et des chevaux arabes, qui entrent en bonne part dans ses origines. En 1988, le Pakistan compte entre 100 et 1 000 chevaux de cette race. En 1995, le Hirzai est cité comme race chevaline locale rare dans la World Watch List for Domestic Animal Diversity.
Les écuries de Suleman Dawood Khan de Kalat abritent toujours des chevaux Hirzai.

## Description
Le Hirzai mesure environ 1,52 m au garrot, selon l'encyclopédie de Hendricks (2007) comme d'après celle de CAB International (2016). Le modèle est celui du cheval de selle léger,. La tête est bien formée, avec un large front. L'encolure est moyenne, musclée et arquée. Le corps est compact avec un dos court et des reins musclés La croupe est droite. Les épaules sont puissantes et obliques. Les avant-bras sont musclés mais fragiles.
La couleur prédominante chez le Hirzai est le gris,, les autres robes sont rares.
La race se caractérise par sa force, sa morphologie adaptée à la selle, et son endurance.

## Utilisations
Le Hirzai est employé pour des tâches dures et rapides.

## Diffusion de l'élevage
La race est propre au Baloutchistan, dans le Pakistan, et en Inde. Des présentations de chevaux de cette race sont tenues aux foires aux chevaux de Sibi et Nasirabad. La base de données DAD-IS n'indique pas de niveau de menace.